# KINEMOTOR production
KINEMÓTOR Production — российская компания, занимающаяся производством рекламы, документальных фильмов и музыкальных клипов. Основана в феврале 2015 года продюсерами Виталием Капитоновым и Львом Агарковым.

## История
В 2012 году в Санкт-Петербурге начинается строительство видео-мастерской «Аудитория» на базе киностудии «Лендок».
В 2013 году в качестве учредителей к «Аудитории» присоединяются Виталий Капитонов и Лев Агарков, а уже через год основывают собственный бренд «KINEMOTOR», под которым осуществляется деятельность проката оборудования для фото- и видеосъёмки.
В 2015 году деятельность компании разделилась на два направления — KINEMOTOR Rent, аренда техники, и KINEMOTOR production, видеопроизводство.
В 2019 году сбыл создан первый фестивальный проект — корпоративный ролик для компании Невский завод «Трубодеталь», получивший приз в номинации «Корпоративное видео» на фестивале «Cannes Corporate Media & TV Awards».
В 2019 году также состоялась премьера клипа для немецко-шведской музыкальной группы Lindemann на заглавную песню альбома Frau und Mann. Клип был реализован продакшн-студией Storm Production при участии KINEMOTOR Production. В съёмках были задействованы солист группы Тилль Линдеманн, музыкант Петер Тэгтгрен, актёр Петер Стормаре и певица Светлана Лобода.
В 2022 году KINEMOTOR Production и сеть взаимопомощи пострадавшим от домашнего насилия женщинам «ТыНеОдна», выпустили совместный короткометражный фильм под названием «COME BACK». В этом же году завершилось производство клипа для музыкальной группы Uma2rman на песню «Звезды». Съёмки проходили на Международной космической станции при участии космонавта Сергея Корсакова. Презентация клипа состоялась в Музее космонавтики в Москве 31 октября 2022 года.
В 2022 году KINEMOTOR Production становится членом АКАР.
В 2023 году был выпущен промо-ролик к выходу сезона социального-реалити «Новые Пацанки» на телеканале «Пятница!». Производством занимался KINEMOTOR Prodcution совместно со стилистом Ксюшей Смо, известной по работе с Настей Ивлеевой, и режиссёром Никитой Вильчинским, который ранее снимал музыкальные клипы для Инстасамки, Моргенштерна, Элджея, Slava Marlow и др. исполнителей.
В 2024 году KINEMOTOR Prodcution открывает собственное агентство талантов, состоящее из 13 режиссеров и операторов-постановщиков.

## Деятельность
| Проект                              | Жанр                   | Режиссёр / Художественный руководитель | Каст | Дата выхода      |
| ----------------------------------- | ---------------------- | -------------------------------------- | --- | ---------------- |
| Область высокого полета             | Документальный фильм   | Виталий Капитонов                      | Василий Евхимович, Юрий Голованов, Геннадий Натекин, Ирина Натекина                                                                 | 17 мая 2019      |
| Noize MC — Лига Легенд              | Музыкальный клип       | Виталий Капитонов                      | Иван Алексеев | 30 сентября 2020 |
| Би-2 — Бог проклятых                | Музыкальный клип       | Владимир Беседин                       | Шура Би-2, Лёва Би-2, Ингрид Олеринская                                                                                             | 25 ноября 2020   |
| Би-2 — Нам не нужен герой           | Музыкальный клип       | Макс Шишкин                            | Шура Би-2, Лёва Би-2, Ида Галич, Александр Мизёв                                                                                    | 15 июня 2021     |
| Niletto — Someone like you          | Музыкальный клип       | Владимир Беседин                       | NILETTO (Данил Прытков) | 21 июля 2021     |
| Инсомния                            | Промо-постеры          | Дарья Румянцева                        | Гоша Куценко | 7 октября 2021   |
| Noize MC — Выход в город            | Музыкальный клип       | Виталий Капитонов                      | Иван Алексеев | 19 ноября 2021   |
| Эпидемия 2                          | Промо-постеры          | Анна Забирова                          | Кирилл Кяро, Александр Робак, Наталья Земцова, Марьяна Спивак, Виктория Агалакова, Савелий Кудряшов, Юрий Борисов, Эльдар Калимулин | 21 апреля 2022   |
| ЮЗЗЗ                                | Промо-постеры          | Анна Забирова                          | Антон Кузнецов, Кузьма Котрелев, Дмитрий Чеботарёв, Гела Месхи                                                                      | 24 мая 2022      |
| Без правил                          | Промо-постеры          | Анна Забирова                          | Гоша Куценко, Елизавета Боярская | 16 июня 2022     |
| Uma2rman — Атомная любовь           | Музыкальный клип       | Виталий Капитонов                      | Владимир Кристовский, Сергей Кристовский                                                                                            | 27 июня 2022     |
| Люся                                | Промо-постеры          | Анна Забирова                          | Данила Козловский, Кристина Асмус                                                                                                   | 14 июля 2022     |
| COME BACK                           | Короткометражный фильм | Роман Дунешенко                        | Яна Пронина, Лев Гришин, Константин Фисенко                                                                                         | 14 октября 2022  |
| Uma2rman и Сергей Корсаков — Звёзды | Музыкальный клип       | Виталий Капитонов                      | Владимир Кристовский, Сергей Кристовский, Сергей Корсаков                                                                           | 29 декабря 2022  |

## Награды
С 2019 года компания участвует в российских и международных фестивалях кино и рекламы.
| Год  | Страна   | Фестиваль                              | Проект                                        | Номинация                                                          | Результат | Ссылка |
| ---- | -------- | -------------------------------------- | --------------------------------------------- | ------------------------------------------------------------------ | --------- | ------ |
| 2019 | Франция  | Cannes Corporate Media & TV Awards     | Имиджевый ролик «Трубодеталь»                 | Corporate Videos                                                   | Победа    | [ 19 ] |
| 2019 | Россия   | АКМР                                   | Имиджевый ролик «Трубодеталь»                 | Лучшее корпоративное видео                                         | Победа    | [ 20 ] |
| 2019 | Россия   | Кинофестиваль «Святой Владимир»        | Область высокого полёта                       | Лучший документальный полнометражный фильм                         | Победа    | [ 21 ] |
| 2020 | США      | Festigious                             | Би-2 — Бог проклятых                          | Best Visual Effects, Best Director, Best Music Video, Best Picture | Победа    | [ 22 ] |
| 2020 | Россия   | АКМР                                   | Имиджевый ролик «DKC»                         | Лучшее корпоративное видео — лучший монтаж                         | Победа    | [ 23 ] |
| 2020 | США      | New York Cinematography Awards         | Би-2 — Бог проклятых                          | Best Music Video Cinematography                                    | Победа    | [ 24 ] |
| 2020 | США      | New York Cinematography Awards         | Би-2 — Бог проклятых                          | Best Music Video                                                   | Победа    | [ 24 ] |
| 2020 | Франция  | Indie Shorts Awards Cannes             | Би-2 — Бог проклятых                          | Best Music Video                                                   | Номинация | [ 25 ] |
| 2021 | США      | INDIE SHORTS AWARDS NEW YORK           | Би-2 — Бог проклятых                          | Best Music Video                                                   | Победа    | [ 26 ] |
| 2021 | Россия   | Moscow Shorts                          | Би-2 — Бог проклятых                          | Best Music Video                                                   | Победа    | [ 27 ] |
| 2021 | США      | Oniros Film Awards                     | NILETTO — Someone like you                    | Best Music Video                                                   | Победа    | [ 28 ] |
| 2021 | США      | Top Shorts                             | NILETTO — Someone like you                    | Film of the Month                                                  | Победа    | [ 29 ] |
| 2021 | США      | Top Shorts                             | NILETTO — Someone like you                    | Best Director                                                      | Победа    | [ 29 ] |
| 2021 | США      | Top Shorts                             | NILETTO — Someone like you                    | Best Music Video                                                   | Победа    | [ 29 ] |
| 2021 | Венгрия  | Internatonal Music Video Awards (IMVA) | NILETTO — Someone like you                    | Best Costume                                                       | Победа    | [ 30 ] |
| 2021 | Венгрия  | Internatonal Music Video Awards (IMVA) | NILETTO — Someone like you                    | Best Music Video                                                   | Номинация | [ 30 ] |
| 2021 | Италия   | Florence Film Awards                   | Би-2 — Нам не нужен герой                     | Best Music Video                                                   | Победа    | [ 31 ] |
| 2022 | Германия | Berlin Music Video Awards              | Би-2 — Нам не нужен герой                     | Best Director                                                      | Номинация | [ 32 ] |
| 2022 | Испания  | ARFF Barcelona                         | Би-2 — Нам не нужен герой                     | Best Cinematography                                                | Номинация | [ 33 ] |
| 2023 | Россия   | Silver Mercury                         | Промо-ролик социального реалити Новые Пацанки | Best craft of TV/OLV video                                         | Бронза    | [ 34 ] |